# Неверский собор
Собор Сен-Сир-е-Сент-Жюлитт (Собор Святых Кирика и Иулитты, фр. Cathédrale Saint-Cyr-et-Sainte-Julitte de Nevers) — кафедральный собор в Невере (департамент Ньевр). Широко известен также как Собор Сен-Сир, является одной из достопримечательностей города и центром Неверской епархии.
Строительство длилось с X века по XVI век, дважды в истории был серьёзно повреждён и заново отстроен, поэтому собор представляет комбинацию двух зданий и является образцом смешения архитектурных стилей. Хоры, апсида и часть трансепта в западной части являются частью старой церкви и построены в романском стиле, более поздние восточные апсида и трансепт, а также неф — в готическом. Южная часть здания относится к XVI веку, башни собора были построены в XVI веке в стиле поздней готики.
Проведенные в 1904 году раскопки у собора обнаружили остатки фундамента галло-римского храма Януса.
Неверский собор занесён в базу Мериме Французского министерства культуры под номером PA00112936.